# 2673 Lossignol
2673 Lossignol је астероид са средњом удаљеношћу од Сунца која износи 3,217 астрономских јединица (АЈ).
Апсолутна магнитуда астероида је 12,5.